# Glen Lyn
Glen Lyn – miasto w Stanach Zjednoczonych, w stanie Wirginia, w hrabstwie Giles.